# Daniel Pellizzari
Daniel Pellizzari (Manaus, 1974) é um escritor, tradutor e editor brasileiro que cresceu em Porto Alegre e atualmente vive em São Paulo.

## Carreira literária
Pellizzari começou a publicar seus textos em antologias no início da década de 1990 e, a partir de 1995, pela internet, tendo criado o segundo site brasileiro dedicado à publicação individual de literatura. Entre 1998 e 2001 fez parte da equipe do fanzine digital CardosOnline, reconhecido por sua influência na criação de uma cena literária na internet brasileira entre o final dos anos 1990 e o início do século XXI.
Em 2001, fundou a editora Livros do Mal, em parceria com Daniel Galera e Guilherme Pilla, também ex-colunistas do CardosOnline. Por sua editora, que recebeu em 2003 o Prêmio Açorianos de Literatura de Editora do Ano, lançou autores como Daniel Galera, Joca Reiners Terron e Paulo Scott.
Também pela Livros do Mal lançou seus próprios dois primeiros livros, os volumes de contos Ovelhas que voam se perdem no céu (2001), publicado na Itália em 2004 como Pecore che volano si perdono nel cielo, e O livro das cousas que acontecem (2002), caracterizado pelo insólito-grotesco. Em 2003, foi um dos autores escolhidos por Nelson de Oliveira para a antologia Geração 90: Os transgressores – Os melhores contistas brasileiros surgidos no final do século XX, da Boitempo Editorial. 
Em 2005 lançou pela coleção Risco:Ruído da editora DBA o romance absurdista Dedo negro com unha, considerado pelo professor Georg Wink, da Universidade de Copenhague, uma obra única na literatura brasileira, com influências de bricolagem, feminismo e neobarroco. 
Em 2009 foi um dos nomes escolhidos pela crítica literária Heloísa Teixeira para compor a antologia digital Enter. Foi em 2012 um dos autores mencionados na série Os melhores escritores ainda não traduzidos, da edição estadunidense da revista literária Granta. No mesmo ano, publicou exclusivamente em ebook, de forma independente, a antologia Melhor seria nunca ter existido, com contos retirados de seus dois primeiros livros e de antologias coletivas.
Em 2013 lançou Digam a Satã que o recado foi entendido, romance integrante do projeto Amores Expressos, realizado pela RT Features e pela Companhia das Letras e que o levou a Dublin, na Irlanda, em 2007. Satã foi eleito o melhor livro de 2013 pelos leitores do jornal gaúcho Zero Hora e foi incluído na "Breve Queerlist da Literatura Brasileira Contemporânea" do site literário Posfácio.

## Tradução literária
Como tradutor, é especializado em literatura contemporânea de língua inglesa e histórias em quadrinhos. Já traduziu para o português brasileiro obras de William S. Burroughs, David Foster Wallace, Kurt Vonnegut, Irvine Welsh (traduções que já foram objeto de trabalhos acadêmicos) e Hunter S. Thompson, entre outros. 
Em 2022, foi jurado do Prêmio Jabuti na categoria Tradução.

## Jornalismo
Escreveu sobre games de 2013 a 2014 no caderno Tec da Folha de S. Paulo, além de, entre 2013 e 2018, ter assinado uma coluna sobre temas variados no blog do Instituto Moreira Salles, onde trabalha como editor.

## Adaptações
Em 2003, Ovelhas que voam se perdem no céu recebeu uma adaptação teatral pelo grupo paulistano Cemitério de Automóveis, de Mário Bortolotto. O grupo encenou novas montagens da peça em 2014 e 2024.

## HQs
Pellizzari está produzindo a série em quadrinhos Furry Water com o quadrinista Rafael Grampá, a ser publicada pela editora norte-americana Dark Horse Comics.

## Obras

### Romance
- Digam a Satã que o recado foi entendido, Companhia das Letras, 2013.
- Dedo negro com unha, editora DBA, 2005.

### Contos
- Melhor seria nunca ter existido, , Livros do Mal 2.0, 2012.
- O livro das cousas que acontecem, editora Livros do Mal, 2002;
- Ovelhas que voam se perdem no céu, editora Livros do Mal, 2001.

## Participação em antologias nacionais e internacionais
- Hotel #7. Spring 2021. Partisan Hotel, Reino Unido, 2021;
- Apocalipse? Anuário Todavia 2018/2019, Todavia, 2018;
- La paz es cosa de niños, Pez en Hielo, Uruguai, 2018;
- Lusofonica: La nuova narrativa in lingua portoghese, La Nuova Frontiera, Itália, 2006;
- Contos do novo milênio, Instituto Estadual do Livro/RS, 2006;
- Sex'n'Bossa, Mondadori, Itália, 2005;
- Contos de bolso, Casa Verde, 2005;
- Wunderblogs.com, Barracuda, 2004;
- Os cem menores contos brasileiros do século, Ateliê Editorial, 2004;
- Geração 90: Os trangressores, Boitempo Editorial, 2003;
- Pata maldita, Armazém Digital, 2001;
- Contos de Oficina 18, EdiPUCRS, 1997;
- Jovem escritor 90, Nova Dimensão, 1990.

## Obras traduzidas para outros idiomas
- Pecore che volano si perdono nel cielo, Arcana Libri, Itália, 2004.

## Prêmios
- Prêmio Açorianos de Literatura: Editora do Ano (Porto Alegre, 2003)

## Algumas traduções para o português

### Hunter S. Thompson
- Medo e delírio em Las Vegas: Uma jornada selvagem ao coração do sonho americano - Conrad Editora do Brasil, 2007, ISBN 9788576162513); LP&M, 2010.
- Rum: Diário de um jornalista bêbado - Conrad Editora do Brasil, 2005, ISBN 8576161087; LP&M, 2011.
- Screwjack (Screwjack and other stories) - Conrad Editora do Brasil, 2005.

### William S. Burroughs
- Almoço nu: versão definitiva (Naked lunch: the restored text) - Ediouro, 2005.

### Kurt Vonnegut
- Piano mecânico (Player Piano) - Intrínseca, 2020.
- Matadouro-Cinco (Slaughterhouse-Five) - Intrínseca, 2019.

### David Foster Wallace
- Ficando longe do fato de já estar meio que longe do tudo - com Daniel Galera - Companhia das Letras, 2012.

### Donald Barthelme
- Grandes dias e outras histórias (40 Stories) - Rocco, 2019.
- O pai morto (The Dead Father) - Rocco, 2015.

### Irvine Welsh
- Skagboys - com Daniel Galera - Rocco, 2014.
- Pornô - com Daniel Galera - Rocco, 2006.
- Trainspotting - com Daniel Galera - Rocco, 2004.